# Daisaku Takeda
Daisaku Takeda (jap. 武田 大作, Takeda Daisaku; * 5. Dezember 1973 in Iyo, Präfektur Ehime) ist ein ehemaliger japanischer Leichtgewichts-Ruderer, der fünfmal an Olympischen Spielen teilnahm.

## Sportliche Karriere
Bei den Olympischen Spielen 1996 standen erstmals Wettbewerbe für Leichtgewichts-Ruderer auf dem Programm. Der 1,78 m große und rund 72 kg schwere Takeda trat allerdings im Einer ohne Gewichtsbeschränkung an und platzierte sich in der Gesamtwertung auf dem 20. Rang. Bei den Weltmeisterschaften 1997 trat Takeda in der nichtolympischen Bootsklasse Leichtgewichts-Doppelvierer an und belegte mit seiner Crew, zu der auch Hitoshi Hase gehörte, den sechsten Platz. Im Jahr darauf traten Takeda und Hase im Leichtgewichts-Doppelzweier an und belegten den achten Platz bei den Weltmeisterschaften. 1999 in St. Catharines gewannen die beiden Japaner das B-Finale und platzierten sich damit als Siebte in der Gesamtwertung. 2000 nahmen Takeda und Hase zusammen mit Takehiro Habe und Kazuaki Mimoto an den Anfang August in Zagreb ausgetragenen Weltmeisterschaften in den nichtolympischen Bootsklassen im Leichtgewichts-Doppelvierer teil und gewannen den Titel vor den Italienern und den Spaniern. Takeda und Hase starteten Ende September im Leichtgewichts-Doppelzweier auch bei den Olympischen Spielen in Sydney und belegten dort den sechsten Platz. 
Bei den Weltmeisterschaften 2001 startete Takeda im Leichtgewichts-Doppelzweier mit Kazushige Ura, die beiden erreichten den fünften Platz. Bei den Weltmeisterschaften 2003 belegten Ura und Takeda den neunten Platz. 2004 erreichten die beiden Japaner bei den Olympischen Spielen 2004 das A-Finale und belegten den sechsten Platz. Im Ruder-Weltcup 2005 belegten Takeda und Takahiro Suda den zweiten Platz in Eton, in Luzern siegte Takeda im Leichtgewichts-Einer. Bei den Weltmeisterschaften vor heimischem Publikum in der Präfektur Gifu belegten Takeda und Suda im Doppelzweier den achten Platz. 2006 in Eton belegten Takeda und Suda den siebten Platz. Bei den Weltmeisterschaften 2007 trat Takeda wieder mit Kazushige Ura an, die beiden erreichten den sechsten Platz. Im folgenden Jahr ruderten Takeda und Ura bei den Olympischen Spielen in Peking im C-Finale und belegten insgesamt den dreizehnten Platz. 2009 ruderte Takeda im Leichtgewichts-Einer und belegte bei den Weltmeisterschaften den vierten Platz, 2010 in Neuseeland folgte der fünfte Platz. Zum Abschluss seiner Karriere nahm Takeda mit Kazushige Ura an den Olympischen Spielen 2012 in London teil, die beiden belegten den zwölften Platz.